# Niigata (thành phố)
Thành phố Niigata (新潟市 (Tân Tích thị) Niigata-shi) là thành phố thủ phủ của tỉnh Niigata, Nhật Bản. Đây là thành phố lớn nhất của Nhật Bản bên phía Biển Nhật Bản. Niigata được công nhận là thành phố vào năm 1889. Trước đó, nó chỉ là một thị trấn. Ngày 1 tháng 4 năm 2007, thành phố được công nhận là đô thị quốc gia của Nhật Bản sau một thời gian bốn năm sáp nhập với các thành phố nhỏ xung quanh.
Thành phố Niigata, nơi con sông dài nhất Nhật Bản là Shinano đổ ra biển từng là một trong 5 hải cảng tự do mà mạc phủ Tokugawa đã phải mở cho phương Tây vào.
Trong Chiến tranh thế giới thứ hai, thành phố Niigata từng được Mỹ chọn làm một trong bốn thành phố để ném bom nguyên tử. Song do thời tiết nơi đây lúc đó không tốt và lại quá xa đối với máy bay Mỹ, nên thành phố đã thoát khỏi thảm họa bom nguyên tử.

## Lịch sử

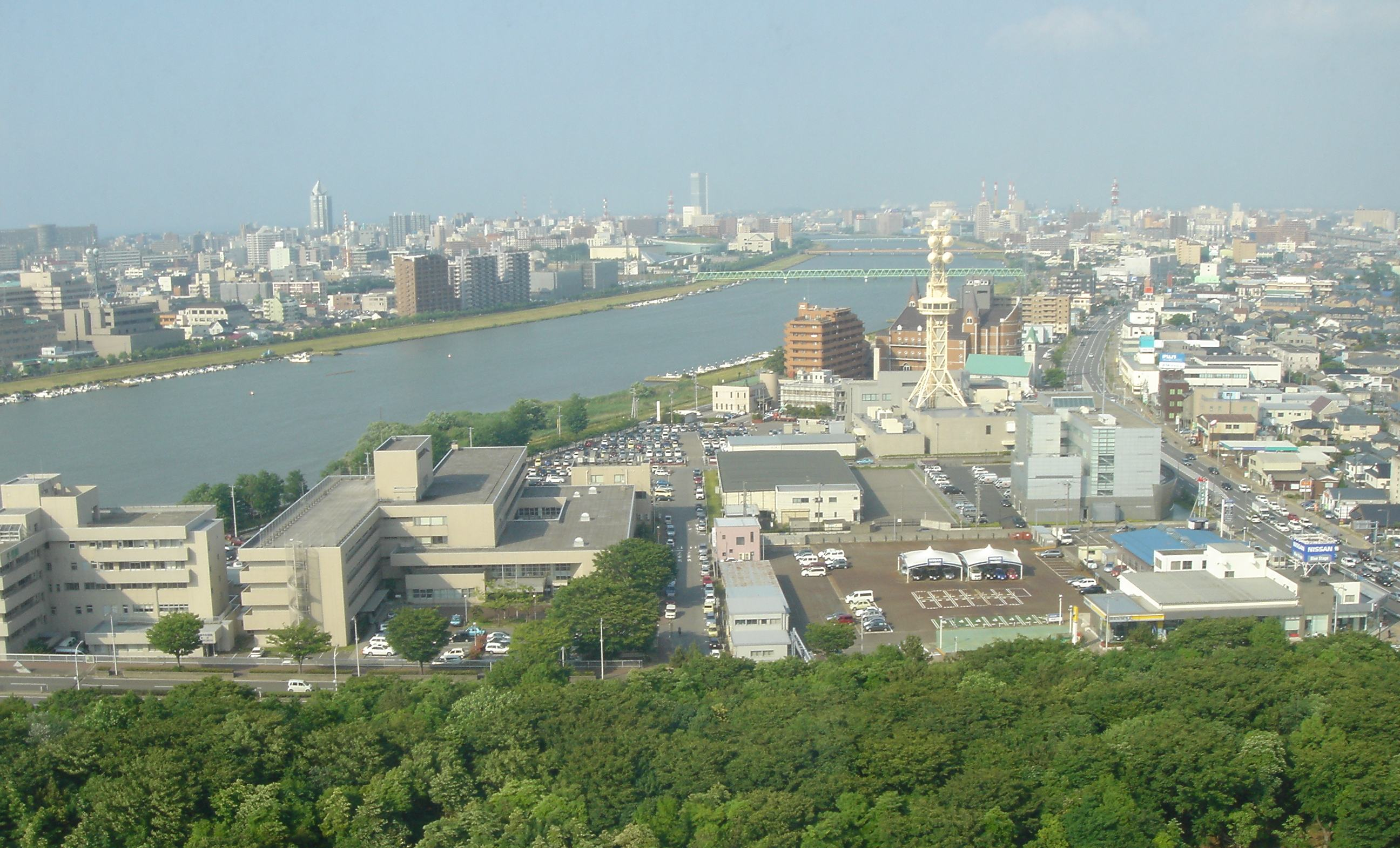
Quang cảnh thành phố Niigata và sông Shinano nhìn từ trên cao

Con người đã định cư ở khu vực Niigata từ thời kỳ Jōmon, mặc dù lúc đó vị trí đất liền hiện tại vẫn nằm dưới biển. Theo Nihonshoki, một pháo đài đã được xây dựng ở đây năm 647.
Trong thế kỷ 16, cảng Niigata được xây dựng ở cửa sông Shinano, trong khi thị trấn cảng mang tên Nuttari thì phát triển ở cửa sông Agano. Khu vực này phát triển thịnh vượng dưới quyền cai trị của Uesugi Kenshin, thời kỳ Sengoku.
Hệ thống kênh đào cũng đã được xây dựng trên đảo chính của Niigata vào thế kỷ 17. Trong thời gian này, diễn biến lòng dẫn của các sông Shinano và Agano thay đổi một cách từ từ cho đến khi nó đổ vào biển Nhật Bản tại cùng một vị trí. Khi đó, Niigata trở thành thị trấn cảng, phục vụ cho tất cả các tàu thương mại Nhật Bản đi trong vùng biển Nhật Bản.
Kênh đào Matsugasaki được xây dựng năm 1730 để làm thoát nước khu vực sông Agano, nhưng vào năm 1731, một trận lụt đã phá hủy kênh đào và làm cho nó trở thành dòng chảy chính của sông Agano hiện nay. Kéo theo đó là lưu lượng nước chảy vào cảng Niigata giảm, làm cho người ta tiến hành san lấp lấn biển và phát triển các khu vực trồng lúa.
Năm 1858, Niigata được xác định là một trong 5 cảng thương mại quốc tế theo Japan-U.S. Treaty of Amity and Commerce. Tuy nhiên, mức nước nông trong cảng đã làm trì hoãn việc mở cửa cảng này cho đến năm 1869. Cảng cũng phục vụ nơi neo đậu, buôn bán cho những người đánh cá ở tận phía bắc bán đảo Kamchatka để đánh bắt cá hồi và các loại các khác.
Năm 1886, cây cầu đầu tiên cầu Bandai được xây dựng qua sông Shinano nối liền các khu dân cư của Niigata ở phía đông và Nuttari ở phía tây. Niigata sáp nhập thêm Nuttari năm 1914.
Trong chiến tranh thế giới thứ 2, vị trí chiến lược của Niigata giữa thủ đô Tokyo và biển Nhật Bản làm cho nó trở thành điểm quan trọng trong việc chuyển tiếp những người đi lập nghiệp ở thuộc địa và quân lính đến châu Á lục địa, bao gồm cả Mãn Châu Quốc.
Năm 1945, khi chiến tranh gần kết thúc, Niigata là một trong bốn thành phố (với Hiroshima, Kokura (nay là một phần Kitakyushu), và Nagasaki) là địa điểm bị Mỹ chọn sẽ ném bom nguyên tử nếu Nhật Bản không đầu hàng. Chính quyền tỉnh Niigata đã yêu cầu người dân trốn chạy khi những tin đồn bị ném bom lan rộng, và thành phố trở nên trống vắng chỉ trong vài ngày.

## Thành phố kết nghĩa
Niigata kết nghĩa với 6 thành phố:
- Galveston, Hoa Kỳ (1965)
- Khabarovsk, Nga (1965)
- Harbin, Trung Quốc (1979)
- Vladivostok, Nga (1991)
- Birobidzhan, Nga (2005)
- Nantes, Pháp (2009)